# Équipe de Cuba féminine de football
Cet article traite de l'équipe féminine. Pour l'équipe masculine, voir Équipe de Cuba de football.
Maillots
L'équipe de Cuba féminine de football est l'équipe nationale qui représente Cuba dans les compétitions internationales de football féminin. Elle est gérée par la Fédération de Cuba de football.
Les Cubaines n'ont jamais disputé la Coupe du monde ou les Jeux olympiques. En revanche, elles se sont qualifiées au Championnat féminin de la CONCACAF de 2018.

## Histoire

### Les débuts du football féminin
Le 8 juin 1952 est considéré comme la date de naissance du football féminin à Cuba puisque dans l'enceinte de l'Estadio La Tropical, sous l'impulsion de Mario Cubas Valdés, a lieu le premier match opposant deux équipes féminines: La Habana contre le Deportivo Cuba, rencontre qui se solde par un match nul d'un but partout.

### Années 1990 et 2000
Il faut attendre la fin des années 1990 pour voir resurgir le football féminin grâce notamment à Gregorio Dalmau, entraîneur de l'équipe de Ciudad de La Habana, qui prend en charge dès 1997 un groupe de 23 joueuses afin de former l'ossature de la future sélection nationale.
C'est seulement en 2007 que l'équipe dispute sa première rencontre de compétition officielle, face aux Îles Vierges britanniques, dans le cadre du Tournoi pré-olympique féminin de la CONCACAF 2008, match qui se solde par une victoire invraisemblable de 21-0 qui reste dans les annales comme la victoire la plus large de l'équipe de Cuba.

### Championnat féminin de la CONCACAF  2018
Troisièmes du second tour de qualifications de la zone Caraïbes, les Cubaines obtiennent le droit de participer à l'édition 2018 du Championnat féminin de la CONCACAF, compétition qu'elles disputent pour la première fois de leur histoire. Néanmoins elles paient leur manque d'expérience à ce niveau en s'inclinant lourdement face à leurs trois adversaires de poule, 0-8 contre le Costa Rica, 0-9 face à la Jamaïque et surtout 0-12 aux mains des Canadiennes, match qui constitue la pire défaite de leur histoire.

## Résultats

### Parcours dans les compétitions internationales
Parcours de l'équipe de Cuba féminine en compétitions internationales
| Coupe du monde | Jeux olympiques d'été | Championnat féminin de la CONCACAF |
| --- | --- | --- |
| - 1991 : Non inscrite - 1995 : Non inscrite - 1999 : Non inscrite - 2003 : Non inscrite - 2007 : Non inscrite - 2011 : Non qualifiée - 2015 : Non qualifiée - 2019 : Non qualifiée | - 1996 : Non inscrite - 2000 : Non inscrite - 2004 : Non inscrite - 2008 : Non qualifiée - 2012 : Non qualifiée - 2016 : Non qualifiée - 2020 : Non qualifiée | - 1991 : Non inscrite - 1993 : Non inscrite - 1994 : Non inscrite - 1998 : Non inscrite - 2000 : Non inscrite - 2002 : Non inscrite - 2006 : Non inscrite - 2010 : Non qualifiée - 2014 : Non qualifiée - 2018 : 1er tour |

### Classement FIFA
| Année               | 2007 | 2008 | 2009 | 2010 | 2011 | 2012 | 2013 | 2014 | 2015 | 2016 | 2017 | 2018 |
| ------------------- | ---- | ---- | ---- | ---- | ---- | ---- | ---- | ---- | ---- | ---- | ---- | ---- |
| Classement mondial  | 144  | 117  | 84   | 102  | 96   | 91   | 118  | 94   | 96   | 88   | 119  | 93   |
| Classement Concacaf |      |      | 4    | 12   | 10   | 9    |      | 11   | 10   | 9    |      |      |

## Personnalités historiques

### Joueuses

#### Anciennes joueuses
- Yesenia Gallardo
- Katerine Montesinos
- Yisel Rodríguez
- Yunelsis Rodríguez

#### Défections
À l'instar de son homologue masculine, la sélection n'est pas exempte de désertions comme l'atteste le cas des Cubaines Yezenia Gallardo (en) et Yisel Rodríguez (en), reportées disparues durant le Tournoi pré-olympique féminin de la CONCACAF 2012 à Vancouver.

### Sélectionneurs
- Rufino Sotolongo (2004-2010)
- José Luis Elejalde[7] (2011-2014)
- Constantino Valdés[8] (2014-??)
- Reinier Bonora Peñalver[9] (2018)
- Edelsio Griego[10] (2019-)